# Eonia

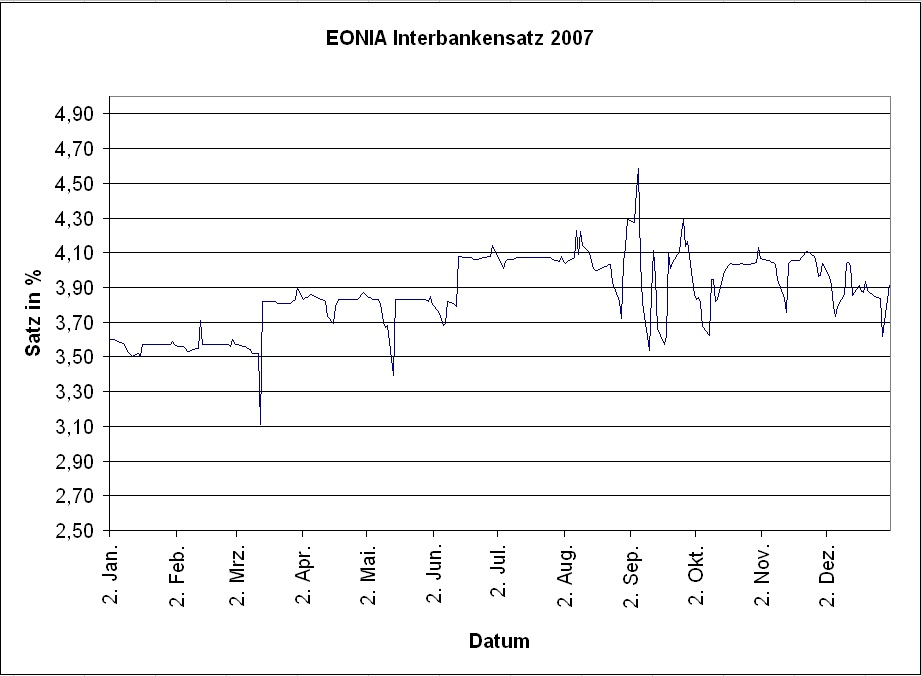
Verloop van Eonia in 2007

De Eonia (Euro OverNight Index Average) was het eendaags-renteniveau voor het eurogebied. De Eonia werd veel als referentierente gehanteerd wordt binnen de financiële wereld, bij de handel in afgeleide producten (derivaten).
De Eonia werd achteraf berekend aan de hand van de tarieven die panel-banken (dezelfde banken als bij de Euribor) rekenden voor eendaagse (overnight) leningen binnen het euro-gebied voor ongedekte leningen aan andere panel-banken. Op de berekeningswijze kwam kritiek, de markt waarop Eonia is gebaseerd is te klein geworden en er zijn steeds minder partijen bij betrokken waardoor het concentratierisico is toegenomen. Het wordt berekend met hulp van de ECB (Europese Centrale Bank). Deze bank stopt per 1 januari 2020 met dit rentetarief.
Na het Liborschandaal is er nieuwe Europese verordening vastgesteld, de EU Benchmark Regulation (BMR). Deze sluit aan bij wereldwijd geaccepteerde standaarden voor referentierentes. Belangrijkste verandering is de eis dat referentierentes op basis van daadwerkelijke transacties moeten worden vastgesteld, in plaats van afgegeven quotes. De Eonia voldoet hier niet aan en voor nieuwe transacties vanaf 1 januari 2020 mag ze niet meer als referentierente gebruikt worden.
In plaats hiervan is een nieuwe referentierente geïntroduceerd €STR, of Euro Short-Term Rate (ESTER), en deze werd voor het eerst gepubliceerd op 2 oktober 2019. Er is een overgangsregime, en Eonia zal per 2022 definitief stoppen te bestaan.